# Rodrigo Vilca
Rodrigo Vilca (Callao, Provincia constitucional del Callao, Perú, 12 de marzo de 1999) es un futbolista peruano nacionalizado español. Juega de centrocampista y su equipo actual es el Atlético Grau de la Primera División del Perú.

## Trayectoria
Vilca vivió hasta los ocho años en España, por lo que, además de la nacionalidad peruana, cuenta con la nacionalidad de dicho país. Fue formado en las menores de los clubes César Vallejo y Deportivo Municipal. En este club, debutó a los dieciocho años en la temporada 2018 de la primera división del Perú.
El 28 de septiembre de 2020, se confirmó su fichaje al Newcastle United por €280 000. El jugador se unió al equipo y fue enviado a la sub-23 de su club para que se acostumbrara al estilo del fútbol europeo. Donde disputó diez partidos, anotó un gol y dio una asistencia. Sería cedido al Doncaster Rovers a mediados de 2021 y disputó trece partidos, anotó dos goles y dio dos asistencias. Su préstamo terminaría a finales del mismo año.
En marzo de 2022, se confirmó su regreso a la primera división del Perú en calidad de préstamo a Universitario de Deportes. Anotó su primer gol ante Carlos Stein con asistencia de Alexander Succar. Luego de una temporada irregular, en la que no pudo adueñarse del titularato, terminó su préstamo y volvió al Newcastle United B, donde jugó 8 partidos y anotó 2 goles. En septiembre de 2023, volvió a ser cedido, esta vez al Voždovac Belgrado por una temporada, donde jugó 18 partidos anotando 2 goles.

## Clubes y estadísticas
| Club                             | Temporada           | Liga | Liga | Copas nacionales * | Copas nacionales * | Copas internacionales | Copas internacionales | Total | Total |
| Club                             | Temporada           | PJ   | G    | PJ                 | G                  | PJ                    | G                     | PJ    | G     |
| -------------------------------- | ------------------- | ---- | ---- | ------------------ | ------------------ | --------------------- | --------------------- | ----- | ----- |
| Deportivo Municipal · Perú       | 2018                | 1    | 0    | 0                  | 0                  | 0                     | 0                     | 1     | 0     |
| Deportivo Municipal · Perú       | 2019                | 13   | 1    | 2                  | 0                  | 0                     | 0                     | 15    | 1     |
| Deportivo Municipal · Perú       | 2020                | 13   | 3    | 0                  | 0                  | 0                     | 0                     | 13    | 3     |
| Deportivo Municipal · Perú       | Total               | 27   | 4    | 2                  | 0                  | 0                     | 0                     | 29    | 4     |
| Newcastle United B Inglaterra    | 2020-21             | 9    | 1    | 1                  | 0                  | 0                     | 0                     | 10    | 1     |
| Newcastle United B Inglaterra    | 2021-22             | 3    | 0    | 0                  | 0                  | 0                     | 0                     | 3     | 0     |
| Newcastle United B Inglaterra    | Total               | 12   | 1    | 1                  | 0                  | 0                     | 0                     | 13    | 1     |
| Doncaster Rovers Inglaterra      | 2021-22             | 10   | 1    | 3                  | 1                  | 0                     | 0                     | 13    | 2     |
| Doncaster Rovers Inglaterra      | Total               | 10   | 1    | 3                  | 1                  | 0                     | 0                     | 13    | 2     |
| Newcastle United B Inglaterra    | 2021-22             | 3    | 0    | 0                  | 0                  | 0                     | 0                     | 3     | 0     |
| Newcastle United B Inglaterra    | Total               | 3    | 0    | 0                  | 0                  | 0                     | 0                     | 3     | 0     |
| Universitario de Deportes · Perú | 2022                | 23   | 1    | 0                  | 0                  | 0                     | 0                     | 23    | 1     |
| Universitario de Deportes · Perú | Total               | 23   | 1    | 0                  | 0                  | 0                     | 0                     | 23    | 1     |
| Newcastle United B Inglaterra    | 2022-23             | 8    | 2    | 1                  | 0                  | 0                     | 0                     | 9     | 2     |
| Newcastle United B Inglaterra    | Total               | 8    | 2    | 1                  | 0                  | 0                     | 0                     | 9     | 2     |
| Voždovac Belgrado Serbia         | 2023-24             | 16   | 2    | 2                  | 0                  | 0                     | 0                     | 18    | 2     |
| Voždovac Belgrado Serbia         | Total               | 16   | 2    | 2                  | 0                  | 0                     | 0                     | 18    | 2     |
| Atlético Grau · Perú             | 2025                | 14   | 2    | 0                  | 0                  | 6                     | 1                     | 20    | 3     |
| Atlético Grau · Perú             | Total               | 14   | 2    | 0                  | 0                  | 6                     | 1                     | 20    | 3     |
| Total en su carrera              | Total en su carrera | 113  | 13   | 9                  | 1                  | 6                     | 1                     | 128   | 15    |

- (*) Copa Bicentenario, English Football League Trophy, FA Cup.